# Pjesni ljuvene
Pjesni ljuvene, zbirka pjesama hrvatskog književnika Džore Držića.
1965. je godine u Dublinu otkriven rukopis naslova Džorete Držića pjesni ke stvori dokle kroz ljubav bjesnješe koji je bio izvor kritičkom izdanju Držićevih pjesama u 33. knjizi Starih pisaca hrvatskih, objavljeno u Zagrebu 1965. godine.
Ove su pjesme vjerojatno uživale veliku popularnost u Dubrovniku, jer kad je dubrovački vlastelin Nikša Ranjina počeo u svoj rukopisni zbornik bilježiti ljubavne pjesme što su ih mladi Dubrovčani skladali svojim gospojama, Džore Držić bio je već šest godina mrtav, a njegove se pjesme ipak nalaze u Ranjininu zborniku, što upućuje na to da su se prenosile i pamtile. Pjesmama koje je napisao ostvario je izraz koji je postao jednim od temeljaca hrvatskoga književnog jezika. Očit je utjecaj humanizma i spiritualnosti nadovezane na ljubavnu tematiku pjesama. Tim je pjesmama sa strogim forma prešao na oblike bliže pučkim pjesmama.

## Vanjske poveznice
- Hrvatski jezik  Arhivirana inačica izvorne stranice od 28. siječnja 2018. (Wayback Machine) Zbornik Nikše Ranjine - pjesme Džore Držića